# Miquel Molina i González
Miquel Molina i González   (Lloret de Mar, 17 de febrer de 1989), conegut com a Miguel Molina, és un pilot d'automobilisme català.
S'inicià en el kàrting, on guanyà dos campionats d'Espanya i un de Catalunya. També fou subcampió del d'Àsia-Pacífic i del Trofeu Margutti (2004). Passà pel programa "Joves Pilots" del Circuit de Catalunya i entrà a l'equip Audi el 2010 per a córrer el Campionat d'Alemanya de turismes (Deutsche Tourenwagen Masters, DTM), esdevenint el primer català a participar-hi. El primer any en aquest campionat aconseguí el títol de millor debutant i l'any següent pujà al podi per primera vegada. El 15 de desembre de 2016 es feu saber que no competiria més amb l'equip d'Audi de la DTM després de set anys en aquesta esquadra.